# Carol al III-lea, Duce de Savoia
Carol al III-lea de Savoia (10 octombrie 1486 – 17 august 1553), numit adesea Carol cel Bun, a fost Duce de Savoia din 1504 până în 1553, deși mare parte din teritoriile sale au fost conduse de Franța între 1536 și până la moartea sa.

## Biografie
A fost fiul cel mic al Prințului Filip de Savoia și a celei de-a doua soții, Claudine de Brosse. Nașii săi au fost Ducele Louis de Savoia și Anne a Ciprului. Fiind fiul cel mic al liniei minore a Casei de Savoia, nu era de așteptat să acceadă la tron. A fost botezat după Ducele care domnea în acel moment, Carol I, vărul său primar.
Totuși, când avea zece ani, tatăl său și-a succedat pe neașteptate nepotul Carol al II-lea, care a murit la vârsta de 6 ani; a devenit Duce de Savoia sub numele de  Filip al II-lea. Ca șef al Casei de Savoia el a primit de asemenea titlurile pretinse al familiei: rege al Ciprului, Ierusalimului și Armeniei. Totuși, tatăl lui Carol nu era moștenitor general al ducelui decedat, era doar moștenitorul pe linie masculină. Ierusalim, Cipru și celelalte titluri pretinse s-au dus în principiu la sora lui Carol al II-lea, Iolanda Louise. Tatăl lui Carol nu a fost gata să renunțe la acestea, și și-a căsătorit în 1496 fiul, Filibert, cu Yolanda, pentru a-și asigura succesiunea.
În 1497, fratele vitreg al lui Carol,  Filibert, a succedat tatălui lor ca Duce de Savoia. Filibert a murit în 1504 fără copii și Carol i-a succedat la vârsta de 18 ani.

### Căsătorie și copii
La 8 aprilie 1521, la Villefranche-sur-Mer, Carol al III-lea s-a căsătorit cu Beatrice a Portugaliei, a doua fiică a lui Manuel I al Portugaliei (1469–1521) și a celei de-a doua soții, Maria de Aragon (1482–1517). Cuplul a avut nouă copii:
- Adrian John Amadeus, Prinț de Piemont (19 noiembrie 1522 - 10 ianuarie 1523).
- Louis, Prinț de Piemont (4 decembrie 1523 - 25 noiembrie 1536, Madrid).
- Emmanuel Filibert (8 iulie 1528 - 30 august 1580); singurul copil care a supraviețuit și mai târziu Duce de Savoia.
- Caterina (25 noiembrie 1529 - mai 1536).
- Maria (12 ianuarie 1530 - 1531).
- Isabella (mai 1532 – 24 septembrie 1533).
- Emmanuel (n./d. mai 1533).
- Emmanuel (n./d. mai 1534).
- Giovanni Maria (3 decembrie 1537 – 8 ianuarie 1538).